# The Garden of God
The Garden of God è un romanzo scritto da Henry De Vere Stacpoole nel 1923 ed è il secondo capitolo di una trilogia cominciata col romanzo La laguna azzurra (1908).

## Edizioni
- Henry De Vere Stacpoole, The Garden of God, Hutchinson, 1923,  p. 288.

## Al cinema
Dal romanzo venne tratto un film nel 1991, intitolato Ritorno alla laguna blu.